# Karl-Evenstjärnen
Karl-Evenstjärnen är en sjö i Åre kommun i Jämtland och ingår i Indalsälvens huvudavrinningsområde.